# Curt Trimborn
Friedrich Curt Robert Trimborn auch Kurt Trimborn (* 27. November 1903 in Barmen; † 14. Dezember 1978 in Wuppertal) war ein deutscher SS-Obersturmführer, Kriminalkommissar und Führer eines Teilkommandos des Sonderkommandos 10a der Einsatzgruppe D. Er wurde nach dem Ende der Zeit des Nationalsozialismus als Kriegsverbrecher verurteilt.

## Biografie
Trimborn war der Sohn eines Steuerberaters. Nach dem Abschluss seiner Schullaufbahn am Realgymnasium begann er eine Lehre im kaufmännischen Bereich, die er jedoch aufgrund des Konkurses seines Ausbildungsbetriebes abbrechen musste. Schon in jungen Jahren begann er sich nationalsozialistisch zu betätigen und trat 1923 der SA bei. Von der SA wechselte er 1928 zu SS (SS-Nr. 2558), bei der er 1935 bis zum SS-Obersturmführer aufstieg. Der NSDAP gehörte er erstmals von 1929 bis 1931 an (Mitgliedsnummer 175.815) und trat der Partei nach der nationalsozialistischen Machtübernahme 1933 erneut bei. Seinen Lebensunterhalt bestritt er von 1928 bis 1932 durch eine Tätigkeit im kaufmännischen Bereich und danach kurzzeitig als Hilfsarbeiter.
Zu Beginn der Zeit des Nationalsozialismus verrichtete er ab 1933 als Feldjäger in Wuppertal Dienst. Er trat 1935 in den kriminalpolizeilichen Dienst ein, wo er bis 1941 in Solingen, Recklinghausen und Bottrop zuletzt als Kriminalkommissar beschäftigt war. Nach dem deutschen Angriff auf die Sowjetunion wechselte er im September 1941 und wurde zur in Südrussland operierenden Einsatzgruppe D kommandiert. Als Angehöriger der Einsatzgruppe nahm er im Oktober 1941 an der Erschießung von 1500 Juden bei Taganrog und im Oktober 1942 in Jeisk an der Ermordung von 214 körperbehinderten Kindern in einem Gaswagen teil. Von Juli 1942 bis Januar 1943 war er Führer des Teilkommandos Jeissk des Sonderkommandos 10a der Einsatzgruppe D. Nach Berlin zurückbeordert übernahm er im Frühjahr 1943 die Leitung der Kripoinspektion Berlin Mitte II und wurde im Januar 1945 in die Wehrmacht eingegliedert.
Kurz nach dem Ende des Zweiten Weltkrieges wurde Trimborn Mitte Mai 1945 durch Angehörige des NKWD festgenommen und zunächst in das Spezialgefängnis Lichtenberg verbracht. Anschließend wurde er in das Speziallager Ketschendorf eingewiesen und in den folgenden Monaten zunächst in die Speziallager Nr. 6 Frankfurt/Oder und dann Jamlitz überstellt. Im April 1947 wurde er in das Speziallager Mühlberg und danach in das Speziallager Buchenwald verlegt. Nach seiner Übergabe an die deutschen Behörden im Februar 1950 wurde er im Zuge der Waldheimer Prozesse am 17. Mai 1950 in Chemnitz zu lebenslänglicher Haft aufgrund seiner langjährigen SS-Mitgliedschaft verurteilt. Die Haftstrafe wurde 1952 auf zwanzig Jahre Haft reduziert, die er im Zuchthaus Brandenburg verbüßte. Am 28. April 1956 wurde er begnadigt und aus der Haft entlassen. Danach siedelte er in die Bundesrepublik Deutschland über und bestritt seinen Lebensunterhalt zunächst als Hilfsarbeiter und später als Betriebsmeister. Nachdem seitens der Sowjetunion im Januar 1965 Beweismittel bezüglich der Verbrechen des Sonderkommandos 10a an die Bundesrepublik übergeben worden waren, ließ die Staatsanwaltschaft München Trimborn im Oktober 1968 verhaften. Im September 1970 wurde Trimborn bedingt aus der Untersuchungshaft entlassen. Durch das Schwurgericht am Landgericht München I wurde Trimborn am 14. Juli 1972 aufgrund seiner Teilnahme an den Mordaktionen in Taganrog und Jeissk wegen Beihilfe zum Mord zu einer vierjährigen Haftstrafe verurteilt. Am 17. Juli 1972 wurde er unter Auflagen vorübergehend aus der Haft entlassen und verbüßte seine Reststrafe von Januar bis Oktober 1974. Der mit angeklagte Friedrich Severin (1912–1973) erhielt ebenfalls eine mehrjährige Haftstrafe.

„Die Juden wurden herangeführt bzw. auch teilweise herangetrieben, gestoßen, vielleicht auch geschlagen. Zu einem richtigen Aufstellen kam es nicht mehr, da es gleich gekracht hat. ... Die getöteten fielen auf schon vorher Getötete drauf. Männer, Frauen und Kinder wurden durcheinander erschossen. Es war grauenvoll. Die Exekution dauerte bis in die Nachmittagsstunden ... Ich weiß, daß ich hinterher vollständig fertig war.“

In einem 1968 geführten Verhör gab Trimborn an, dass er sich wegen der antijüdischen Maßnahmen während der Novemberpogrome 1938 geschämt habe und vom Nationalsozialismus ernüchtert gewesen sei. Nach den Novemberpogromen verhalf er einer befreundeten jüdischen Familie zur Flucht aus dem nationalsozialistischen Deutschen Reich, indem er diese mit dem Auto über die französische Grenze brachte. Der Familie Bernstein gelang es später in die USA zu emigrieren, wofür sich Eleazar Bernstein 1978 in einem Brief an Trimborn bedankte. Timothy Snyder berichtet, dass Trimborn während seines Verfahrens angegeben habe die Judenmorde nicht gemocht und in Einzelfällen Juden auch die Flucht ermöglicht zu haben. Snyder, der dies für durchaus möglich hält, merkt in diesem Zusammenhang folgendes an: „In dem einen Umfeld war er Retter, im anderen Mörder.“ Trimborn war im Braunbuch der DDR aufgeführt.